# Диаб, Тарак
Тарак Диаб (Дхиаб, араб. طارق ذياب‎; род. 15 июля 1954, Тунис) — тунисский футболист, играл на позиции полузащитника. Лучший футболист Африки 1977 года. В 2011—2014 годах занимал пост министра по делам спорта и молодежи Туниса.

## Клубная карьера
Во взрослом футболе дебютировал в 1972 году выступлениями за клуб «Эсперанс», в которой провел семнадцать сезонов.
В течение 1978—1980 годов защищал цвета клуба «Аль-Агли» из Саудовской Аравии.
Завершил профессиональную игровую карьеру в клубе «Эсперанс», в составе которого уже выступал ранее. Пришел в команду в 1980 году, защищал её цвета до прекращения выступлений на профессиональном уровне в 1990 году.

## Выступления за сборную
В 1975 году дебютировал в официальных матчах в составе национальной сборной Туниса. В течение карьеры в национальной команде, которая длилась 16 лет, провел в форме главной команды страны 33 матча под эгидой ФИФА, забив 4 гола.
В составе сборной был участником чемпионата мира 1978 года в Аргентине, а также футбольного Олимпийского турнира 1988 года в Сеуле.

## Титулы и достижения
- Африканский футболист года: 1977 года.
- Чемпион Туниса по футболу: 1975, 1976, 1982, 1985, 1988, 1989 годов.
- Обладатель Кубка Туниса по футболу: 1978, 1979, 1980, 1986, 1989 годов.